# ربیتوه (استان لهستان بزرگ‌تر)
ربیتوه (به لهستانی:  Rybitwy) یک روستا در لهستان است که در گمینا ووبووو واقع شده‌است.